# Club Always Ready
El Club Deportivo Always Ready (o simplemente Always y cuyo acrónimo es CAR) es un club deportivo boliviano con sede en la ciudad de El Alto. Fue fundado el 13 de abril de 1933 y actualmente se desempeña en la Primera División de Bolivia.
El club tuvo una destacada trayectoria en los años cincuenta. Lo que le dio prestigio a Always Ready fue la gira internacional emprendida por el Viejo Continente en el año 1961, siendo el primer equipo boliviano en llevar adelante un periplo semejante. En 1977 fue uno de los dieciséis clubes que fundaron la Liga del Fútbol Profesional Boliviano. A nivel nacional obtuvo el Torneo Apertura 2020 y la Copa Simón Bolívar 2018. Mientras que en su asociación departamental obtuvo 7 títulos: 1951, 1957, 1959, 1968, 1986, 1993 y 2018.
Tiene 6 participaciones en torneos Internacionales: 5 en Copa Libertadores (1968, 2021, 2022, 2023 y 2024) y  2 en Copa Sudamericana (2020, 2024)
En futsal femenino fue uno de los equipos más destacados llegando a ser tricampeón boliviano en el periodo 2021-2023. En esta disciplina también logró el segundo puesto en la edición 2023 de la Copa Libertadores Femenina.

## Historia

### Antecedentes y fundación
Un grupo de estudiantes de colegio La Salle junto con otros jóvenes miraflorinos solían reunirse para practicar el fútbol. Con esta base, surgió la iniciativa de conformar una institución futbolística.
Es así que, el 13 de abril de 1933, se reunieron bajo el monumento a Cristóbal Colón, en el centro del Prado de la ciudad de La Paz, ocasión en la que el entusiasta y visionario grupo de amigos, compañeros y apasionados por el mismo deporte creó en plena vía pública una nueva asociación de carácter deportivo.
Se decidió que los colores de la casaca del club serían rojo, blanco y azul a rayas verticales y el pantalón sería blanco.
Los nombres de los fundadores fueron Alejandro Barrero Delgado, Jorge Carrasco Villalobos, Mario Carrasco Villalobos, Hugo Carvajal, Augusto Gotrett, Reynaldo Guerra, José Iturri Pino, Mario Lara, Octavio Limpias, Roberto Méndez Tejada, René Pinto Tellería, Julio Poppe, Luis Recacochea, Alfonso Romero Loza, Federico Zuazo Cuenca, entre otros.
Alejandro Barrero Delgado fue elegido primer presidente, con la obligación de formar un club que contara, además de la actividad cultural, con varios deportes pero de entre ellos el más importante el fútbol, que fue desde el principio la esencia del club.
Su primer directorio estuvo integrado por Alejandro Barrero Delgado como presidente, Mario Carrasco Villalobos como secretario, Luis Recacochea como tesorero, Federico Valdivia como vocal y Hugo Carvajal, capitán del equipo.

### Eraamateur(1933-1949)
En 1933, Always se afilió a la Asociación de Fútbol de La Paz y jugó en la división Intermedia (segunda categoría), entre 1933 y 1938.
El 5 de diciembre de 1937, Always disputó su primer partido internacional, en Antofagasta, Chile. Se enfrentó a Blanco y Negro, de la segunda división de esa ciudad. El resultado fue un adverso 1-4.

#### Ascenso a la división de honor (1939)
En 1939, consiguió el campeonato de la división Intermedia (segunda categoría), que le permitió jugar 
al siguiente año en la división de honor (primera categoría). 
Los jugadores que consiguieron ese primer éxito fueron Jorge Valda, Carlos Lazarte, Carlos Zambrana, Carlos Marting, Balmoré Donoso, Alfredo de la Torre, Mario Carrasco, Hugo Carvajal, Jorge Peláez, Alfonso Gutiérrez y Carlos Meschwitz.
La AFLP determinó que el campeón de intermedia (Always) debía jugar con el último de la categoría de honor (San Calixto). El 15 de febrero de 1940, se jugó el descenso indirecto entre Always y San Calixto. Cuando faltaban dieciocho minutos para el final del partido ocurrió una trifulca y se determinó la suspensión del encuentro. 
La AFLP pretendió que se jugara un nuevo partido, pero Always se negó y finalmente se decidió que ese año no hubiera descenso y que ambos equipos jugaran en la división de honor.

#### División de honor de la AFLP
En 1940, Always Ready, ya ascendido a la división de honor, consiguió su primer triunfo luego de imponerse 3 a 2 ante Ferroviario. Ocupó el último lugar en el torneo, octavo. Pero, tal como ocurrió el año anterior, se decidió que no habría descenso, para suerte del club.
En 1941, en la división de honor, terminó en 5.ª posición.
En 1942, en la división de honor, terminó en 4.ª posición.
En 1943, en la división de honor, terminó en 9.ª posición.
En 1944, en la división de honor, terminó en 6.ª posición.
En 1945, en la división de honor, terminó en 6.ª posición. En julio de ese año, Always impulsó las disciplinas deportivas del ajedrez, baloncesto, tenis, atletismo, tenis de mesa, pelota mano, natación y boxeo.
En 1946, en la división de honor, terminó en 6.ª posición.
En 1947, en la división de honor, terminó en 4.ª posición.
En 1948, en la división de honor, terminó en 7.ª posición.
En 1949, en la división de honor, terminó en 7.ª posición.
En la era amateur, su mejor papel lo hizo en los años 1942 y 1947, en ambos torneos se ubicó en cuarto lugar.

### La época dorada (1950-1959)
De 1950 a 1959, Always Ready tuvo los mejores años de su historia en materia futbolística. En ese período, el CAR obtuvo dos títulos profesionales de la Asociación de Fútbol de La Paz, además durante este período fue una de las instituciones más sólidas del país, abarcando varias disciplinas deportivas.
En 1950, la Asociación de Fútbol de La Paz deja el amateurismo, pasando al profesionalismo, y Always estuvo entre los ocho equipos que fundaron el fútbol profesional, inicialmente solo integrada por clubes paceños y progresivamente por equipos de otros departamentos del país.
El 9 de julio de ese año, se inauguró el primer torneo profesional de La Paz, en el que Always finalizaría séptimo, a ocho puntos del campeón. Producto de cuatro victorias, cinco empates y siete derrotas. Convirtió veintinueve goles y recibió treinta y seis. Su primer triunfo en el fútbol profesional lo obtuvo frente a Unión Maestranza por 2-1.
En 1951, Always obtiene el título de su asociación, luego de una actuación sobresaliente con veintiún puntos, producto de ocho victorias, cinco empates y una sola derrota. Además, con la mayor cantidad de goles convertidos, cuarenta y cinco, y veintitrés en contra.
Plantel: Elizardo Altamirano, Eduardo Gutiérrez, Arturo Miranda, Orlandi, Saavedra, Villamil, Pino, Gustavo Ríos, Deglane, Orlandi, Quiróz, Jiménez, René Cabrera, Juan Carlos Heredia, Hipólito Montenegro y Juan Pinnola. Era técnico Julio Borelli. 
Juan Pinnola fue al goleador del torneo con veintiún goles.
El CAR continuó con el mismo plantel y algunos notables refuerzos como Jorge Bagú, José Calasich, Mario Espinoza, y Velasco.
En 1952 y 1953, bajo el mando de Julio Borelli, consiguió el subcampeonato de la AFLP, tras The Strongest y Bolívar respectivamente.
Juan Pinnola fue máximo goleador del torneo de 1953 con quince goles.

#### El primer descenso (1954)
En 1954, debido a la salida del técnico Julio Borelli y de Mario Carrasco de la presidencia, Always se sumió en una crisis futbolística que lo llevó al descenso, en el primer torneo integrado que se disputó.
Always obtuvo el último lugar con apenas diez puntos. Producto de tres victorias, cuatro empates y nueve derrotas. 
En 1955 el club disputó la división intermedia (segunda categoría).

#### Ascenso a primera (1956)
En 1956 logró el campeonato de la división intermedia (segunda división) y el correspondiente ascenso de categoría.
El plantel estaba conformado por Bistamante, Deglane, Corralles, Rodríguez Goytia, Zanabria, Espinoza, Sánchez, Dimeglio, Caparelli, Udaeta y Montenegro.
En 1957, Always ya ascendido, y bajó la presidencia de René Quiroga Rico, que decidió el retorno del entrenador Julio Borelli, con quien el CAR había salido campeón en 1951.
Increíblemente para sorpresa de todos ese año el CAR fue nuevamente campeón luego de seis años. Los albirrojos superaron a Municipal por gol diferencia y se consagraron campeones de la AFLP por segunda vez en su historia. Producto de siete victorias, cinco empates y dos derrotas.
Plantel: Griseldo Cobo, Eduardo Espinoza, Teófilo Corrales, Arturo Miranda, Francisco Ruiz, Eusebio Domínguez, Víctor Brown, Carlos del Llano, Juan Pinnola, Mario Dimeglio y Hipólito Montenegro, entre otros.
En 1958, a pesar de un desempeño regular, obtuvo el 7.º lugar y logró la mayor goleada en su historia al derrotar 9 a 2 a Northern.

#### Subcampeón nacional (1959)
En 1959, el CAR cerró la década con su primer subcampeonato en un torneo nacional. Producto de trece victorias, cinco empates y cuatro derrotas, logrando treinta y un puntos, a cinco del campeón y por entonces mejor equipo del momento Wilstermann.
Además, ese año el CAR logró la segunda mayor goleada de su historia, al imponerse por 9 goles a 3 al Internacional.

### Década de los sesenta y la gira por Europa
Lo más sobresaliente de la década de los sesenta fue la gira europea en 1961, el subcampeonato nacional en 1967 y la participación en la Copa Libertadores en 1968.
En el campeonato nacional de 1960, fue eliminado en la fase de grupos, en la que obtuvo el cuarto puesto (último).
El logró más importante de Always Ready sucedió al realizar la gira europea en 1961. Bajó la presidencia de Mario Carrasco Villalobos, el CAR se convirtió en el primer club boliviano en realizar una gira por Europa.

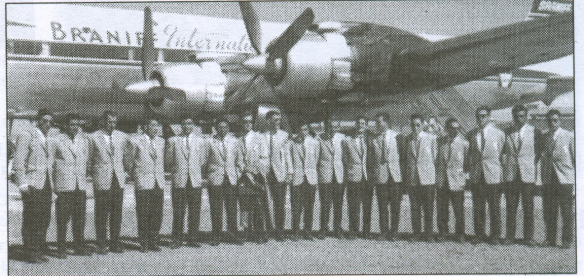
Delegación de Always Ready

La gira europea de 1961 fue un episodio de la historia de Always Ready en el cual el club jugó una serie de partidos de carácter amistoso en el Viejo Continente convirtiéndose en el primer equipo boliviano en competir allí. Jugó en Inglaterra (cinco partidos), Bélgica (cuatro partidos), Bulgaria (cuatro partidos), Alemania (tres partidos), Grecia (tres partidos), Rumania (tres partidos), Dinamarca (dos partidos), España (un partido), Escocia (un partido) y Francia (un partido).
La delegación del CAR estuvo encabezada por el presidente Mario Carrasco. El plantel estaba compuesto por Griseldo Cobo, Eduardo Espinoza, Ricardo Muzio, Arturo Miranda, Eusebio Domínguez y Mario Dimeglio. Además, viajaron junto con ellos trece refuerzos cedidos por distintos equipos bolivianos; ellos eran Walter Zamorano, Óscar Claure, José Rocabado, Renán López, Rómulo Cortez, Máximo Alcócer (Wilstermann), Rolando Vargas, Ramiro Blacutt (Bolívar), Carlos Del Llano, Freddy Valda (Ingavi), Armando Escobar (San José), Roberto Fresco (31 de Octubre) y Francisco Ruiz (Deportivo Municipal). La dirigencia técnica del equipo estuvo a cargo de Vicente Arraya a quien colaboraba Damiron Domínguez como preparador físico. Ganó cuatro partidos, empató cinco y perdió dieciocho, convirtiendo cuarenta y tres goles a favor y recibiendo ochenta y cinco en contra.
La delegación partió de Bolivia el 1 de agosto, y su primera parada fue Alemania para jugar frente al Hertha Berlín. La gira, que se realizó entre agosto y noviembre, dio comienzo el 5 de agosto en Alemania y tuvo una duración aproximada de 94 días recorriendo 22 ciudades diferentes y un total de 10 países, finalizando el 6 de noviembre en España.
El periplo de Always Ready por canchas europeas incluyó 46 000 km de recorrido y 100 días de viaje, visitando los siguientes países:
El 12 de noviembre, Always (CAR-Bolivia para los Europeos) cayó por 5-2 contra el Sevilla, en el último partido de la gira.
Finalmente, la delegación retornó por Portugal y llegó a La Paz el 15 de noviembre, cerrando un ciclo de tres meses y medio de gira. Con un total de veintisiete partidos, con cuatro victorias, cinco empates y dieciocho derrotas.
| Lista de países | Lista de países | Lista de países | Lista de países | Lista de países |
| --------------- | --------------- | --------------- | --------------- | --------------- |
| Alemania        | Dinamarca       | Bulgaria        | Grecia          | Francia         |
| Bélgica         | Rumania         | Escocia         | Inglaterra      | España          |

### Resultados
| N.º | Fecha            | Ciudad      | Rival                                | Resultado |
| --- | ---------------- | ----------- | ------------------------------------ | --------- |
| 1   | 5 de agosto      | Berlín      | Hertha Berlín                        | 2-5       |
| 2   | 6 de agosto      | Esbjerg     | Esbjerg FB                           | 1-3       |
| 3   | 9 de agosto      | Aalborg     | Aalborg Boldspilklub                 | 4-2       |
| 4   | 11 de agosto     | Sofía       | PFC CSKA Sofia                       | 0-8       |
| 5   | 13 de agosto     | Varna       | PFC Spartak Varna                    | 1-4       |
| 6   | 16 de agosto     | Dobrich     | FC Dobrudzha Dobrich                 | 2-2       |
| 7   | 23 de agosto     | Momchilgrad | Rodopi 1935 (Momchilgrad)            | 2-1       |
| 8   | 30 de agosto     | Atenas      | AEK Atenas                           | 1-1       |
| 9   | 1 de septiembre  | Atenas      | Panathinaikos F.C.                   | 0-5       |
| 10  | 4 de septiembre  | Atenas      | Olympiacos C.F.P.                    | 2-1       |
| 11  | 13 de septiembre | Bruselas    | Anderlecht                           | 3-3       |
| 12  | 16 de septiembre | Lille       | Lille OSC                            | 2-3       |
| 13  | 19 de septiembre | Lieja       | Standard Lieja                       | 0-2       |
| 14  | 21 de septiembre | Charleroi   | Olympic Charleroi                    | 1-5       |
| 15  | 27 de septiembre | Gante       | Gante                                | 2-1       |
| 16  | 4 de octubre     | Aquisgrán   | Alemannia Aachen                     | 1-2       |
| 17  | 12 de octubre    | Bucarest    | FC Progresul Bucurest                | 2-5       |
| 18  | 15 de octubre    | Cluj        | CFR Cluj                             | 0-6       |
| 19  | 17 de octubre    | Bucarest    | FC Dinamo Bucuresti                  | 2-2       |
| 20  | 21 de octubre    | Hamburgo    | Altonaer Fußball-Club von 1893 (AFC) | 1-2       |
| 21  | 23 de octubre    | Aberdeen    | Aberdeen FC                          | 3-3       |
| 22  | 26 de octubre    | Exeter      | Exeter City FC                       | 1-3       |
| 23  | 29 de octubre    | Plymouth    | Plymouth Argyle FC                   | 1-2       |
| 24  | 1 de noviembre   | Southampton | Southampton FC                       | 0-4       |
| 25  | 2 de noviembre   | Luton       | Luton FC                             | 9-0       |
| 26  | 4 de noviembre   | Fleetwood   | Fleetwood FC                         | 2-0       |
| 27  | 6 de noviembre   | Sevilla     | Sevilla FC                           | 6-0       |

#### Subcampeón nacional (1967)
En 1967 logró el subcampeonato paceño lo que le permitió jugar el campeonato nacional.
En el campeonato nacional, el CAR se adjudicó el subcampeonato nacional luego de ocho años.
Pero lo más importante fue que el subcampeonato le permitió clasificarse para la Copa Libertadores de América por primera vez en su historia.

#### Copa Libertadores (1968)
En 1968, Always participó en la Copa Libertadores. Estuvo en el grupo 2 junto con Jorge Wilstermann, Universitario Deportes y Sporting Cristal, ambos del Perú.
Hizo su debut el 24 de enero en La Paz ante Universitario Deportes, con una derrota 0-3. En su segundo partido volvió a ser derrotado esta vez ante Sporting Cristal por 1-4. En su tercer partido perdió en Cochabamba por 3-0 contra Wilstermann.
En el cuarto partido logró empatar en Lima, ante Sporting Cristal 1-1, con gol de Fernando Durán. En el quinto partido cayó con Universitario Deportes en Perú por 6-0 y finalizó su campaña perdiendo en La Paz 0-1 con Jorge Wilstermann.
La Banda Roja obtuvo un empate y cinco derrotas, despidiéndose del torneo sin victoria alguna.

### Los años setenta
La década de los setenta para Always se caracterizó por la obtención de malos resultados, donde perdió la categoría en 1970, además de rozar el descenso entre 1972 y 1974. Solo dos hechos positivos se destacan en esta década: en 1975 obtuvo el subcampeonato paceño y lo más importante fue que en 1977 fue fundador de la liga profesional.

#### Segundo descenso (1970)
La temporada de 1970 significó para Always el descenso de categoría. 
En 1971 jugó en la división intermedia (segunda categoría), ese mismo año logró el ascenso a la división de honor (primera categoría). 
En 1972, luego de un año en la división intermedia (segunda categoría), Always volvió nuevamente a la división de honor (primera categoría).

#### Liga profesional (1977)
En 1977, Always fue junto con dieciséis equipos fundador de la Liga del Fútbol Profesional Boliviano.
El 22 de septiembre, debutó en la liga frente a Bolívar, con el que empató 2-2.
En el torneo obtuvo el tercer lugar en la primera y en la segunda fase. Jugó veintidós partidos y obtuvo veintitrés puntos.
El primer plantel liguero estuvo conformado por Óscar Torrico, José Solórzano, Rogelio Delfín, Ramón Balmaceda, Luis Mariscal, Max Rougcher, Marco Antonio Bracamonte, Rodolfo Cornejo, Carlos Barreiro, Juan Américo Díaz, Carlos Dalmazzone, Rubén Almagro, Jorge Cecatto, José Tormo, entre otros. Fue director técnico Norberto Fernández.

### Decadencia (1981-1991)
Esta época se caracterizó por el descenso permanente que acosaba al club. Una crisis dirigencial de la que no pudo levantarse afecto enormemente lo deportivo, en el que fue decayendo por controvertidas razones económicas e institucionales y los dirigentes de entonces no lograron revertir la caótica situación. Para finalmente descender en la temporada 1991.

#### Tercer descenso (1981)
El CAR se mantuvo en la liga hasta la temporada de 1981, año en que descendió al haber logrado apenas doce puntos.

#### En segunda división (1982-1986)
Entre 1982 y 1986, jugó el torneo de primera A (segunda categoría). Obtuvo el campeonato paceño en el 86 lo que le permitió retornar a la liga al siguiente año.

#### Retorno a la liga (1987-1991)
En 1987, Always retornó a la liga luego de seis años y se mantuvo hasta el año 1991. Su mejor año fue 1987 en el que llegó a la fase final del torneo. 
En los torneos de 1988 y 1989 obtuvo el 8.º lugar.

#### Cuarto descenso (1991)
En 1991 por razones ya mencionadas descendió nuevamente de categoría. El 17 de noviembre, jugó su último partido en la liga frente a Orcobol en La Paz con una derrota 4-2.

### El desarraigo (1992-2013)
Los peores años de la historia de Always Ready se dieron entre los años 1992 y 2013. La crisis en lo deportivo fue influenciada por un profundo deterioro en lo institucional: problemas económicos, malas decisiones administrativas, sucesión de presidentes. 
El 1993 logró de nuevo el título de Primera A, pero no pudo ascender a la liga.
El 2002, Always descendió al punto más bajo de su trayectoria histórica, la Primera B de su asociación. Las razones eran entendibles, desde su descenso de la liga en 1991 Always fue olvidado y dejado a su suerte. El club fue endeudándose y desmoronándose tanto económica como institucionalmente, lo que ocasionó la pérdida de protagonismo en los torneos de fútbol, que sumieron al club en el caos económico y en la peor época de toda su historia, llevándolo al borde de la quiebra y a un paso de desaparecer.
Con los pocos hinchas que aún conservaba se trató desesperadamente de salvarlo, el club firmó un convenio con la escuela de fútbol de Iván Sabino Castillo, que administró la parte deportiva y administrativa. El club se mantuvo gracias al esfuerzo de Emeterio Díaz y Antonio Carrasco que solventaba los gastos económicos junto con la escuela.

### Renacimiento (2014)
En marzo de 2014, el CAR es adquirido por BAISA que aportó varios jugadores. El club se mantuvo gracias a la familia Carrasco.
El año 2015, Always retorna a la primera A. Ese año Fernando Costa, presidente de la Universidad Tecnológica Boliviana, decidió hacerse cargo de la institución comprándola a la familia Carrasco.
El 2016 se proclamó subcampeón del campeonato paceño y de la Copa Bolivia Ascenso y participó en la Copa Simón Bolívar, en donde no pudo superar la fase de grupos.
El 2017, Always obtuvo el subcampeonato paceño y participó consecutivamente en la Copa Simón Bolívar, donde nuevamente no superó la fase de grupos.

#### Ascenso a primera (2018)
El año 2018 se coronó campeón del campeonato paceño, título que no conseguía hace 25 años (1993). Esto le permitió participar nuevamente en la Copa Simón Bolívar y, luego de superar varias fases, llegó a la final en donde se enfrentó a Avilés Industrial.
El partido de ida se disputó el 8 de diciembre, donde el CAR perdió en Tarija por (1-0), la vuelta se jugó el 15 de diciembre en La Paz en el que Always derrotó a Avilés por 5-0. El partido definitorio se realizó el 18 de diciembre en el Estadio Félix Capriles de Cochabamba, con victoria de Always por 3-0.
El plantel fue conformado por Augusto Andaveris, Alejandro Bejarano, Cristian Chilo, Rubén de la Cuesta, Marc Enoumba, Pedro Galindo, Samuel Galindo, Sergio Adrián, Alexis González, Sergio Justiniano, Carlos Mendoza, Gonzalo Moruco, Marcos Ovejero, Diego Rivero, Kevin Romay, Carlos Suárez, Cristian Urdininea y Arnaldo Vera, como director técnico David de la Torre.
De esta manera, Always regresó a la máxima categoría del fútbol boliviano tras veintiocho años de ausencia.

#### Temporada 2019
A partir de 2019, Always retornó a la máxima categoría del fútbol boliviano. El 26 de enero, hizo su debut en la liga frente a Jorge Wilstermann, con resultado de empate 2-2. En los torneos Apertura y Clausura, el equipo ocupó el séptimo y quinto lugar respectivamente, logrando clasificarse en la tabla acumulada a la Copa Sudamericana 2020.

#### Temporada 2020
Para 2020 se contrató a Eduardo Villegas como entrenador. Comenzó el año disputando la primera fase de la Copa Sudamericana, en la que fue eliminado por Millonarios. En diciembre se produce la renuncia de Villegas, siendo reemplazado por Omar Asad en la fecha 16 del torneo local.
El 31 de diciembre, logra el título de la División Profesional 2020, conquistando así el primer título nacional de su historia, luego de derrotar a Nacional Potosí —equipo dirigido por Sebastián Núñez—. Además de clasificarse para la Copa Libertadores 2021, tras cincuenta y tres años. Dicho torneo fue el único que se realizó en el país debido a la pandemia del covid-19.
Para 2021, Asad es sorpresivamente despedido de la dirección técnica del primer equipo y asumió el cargo inmediatamente Sebastián Núñez. En el plano internacional, el equipo fue emparejado junto con Deportivo Táchira de Venezuela, Inter de Porto Alegre y Olimpia de Paraguay. Sus dirigentes calificaron al grupo como «accesible», ya que el objetivo del equipo debía ser el de convertirse en el primer conjunto boliviano en conquistar esta competición. Sin embargo su participación fue muy pobre y la derrota en Venezuela 7-2 ante el conjunto aurinegro término con su ilusión. En el torneo local el equipo obtiene el subcampeonato, tras Independiente Petrolero.
En 2022 disputa la Copa Libertadores 2022, enfrentando a Boca Juniors, Deportivo Cali y el Corinthians. En esta edición nuevamente es eliminado en la fase de grupos. Mientras que, en el torneo doméstico, el plantel millonario es eliminado en cuartos de final por el humilde Atlético Palmaflor, tras la vía de los penales. A mitad de año, se confirma el retorno de Julio César Baldivieso.

## Presidentes
A continuación se listan los presidentes desde 1933:
| Período   | Presidente                |
| --------- | ------------------------- |
| 1933-1936 | Alejandro Barrero Delgado |
| 1937-1940 | Mario Carrasco Villalobos |
| 1950      | Jorge Carrasco Villalobos |
| 1951-1953 | Mario Carrasco Villalobos |
| 1956      | Severo Iriberri           |
| 1957-1958 | René Quiroga Rico         |
| 1959      | Luis Carrasco Jiménez     |
| 1960      | Vladislav Heksner         |
| 1961-1963 | Mario Marañón Zarate      |
| 1964      | Armando Pagano            |
| 1965-1969 | Mario Marañón Zarate      |
| 1971-1973 | Jorge Carrasco Villalobos |
| 1974-1975 | Carlos Quiroga Mattos     |
| 1977      | Jorge Carrasco Villalobos |

| Período       | Presidente                |
| ------------- | ------------------------- |
| 1978          | José Saavedra Banzer      |
| 1980          | Mario Marañón Zarate      |
| 1981          | Jorge Carrasco Villalobos |
| 1982          | Jorge Romecin Galindo     |
| 1983          | Mario Marañón Zarate      |
| 1984          | Jorge Romecin Galindo     |
| 1986-1988     | Jorge Romecin Galindo     |
| 1988          | Óscar Cornejo             |
| 1990-1993     | Mario Marañón Zarate      |
| 2002-2014     | Emeterio Díaz             |
| 2015-2020     | Fernando Costa            |
| 2020-presente | Andrés Costa              |

## Símbolos

### Historia y evolución del escudo

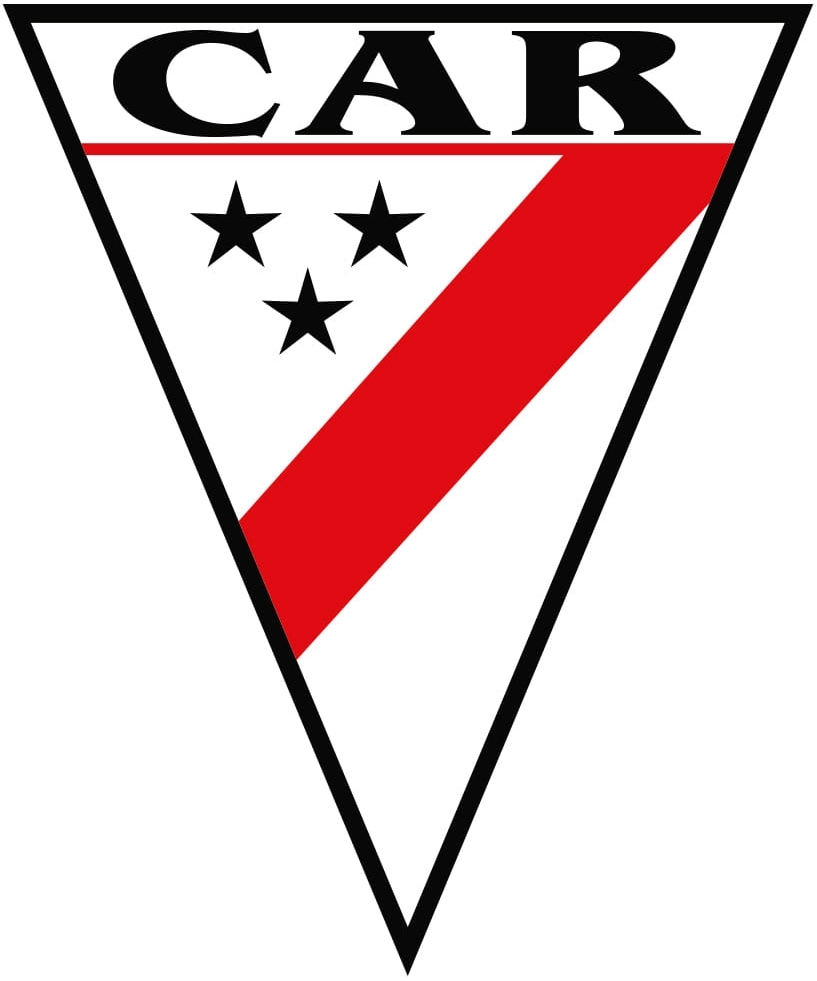
Escudo actual del club

## Uniforme
Su uniforme local consta de camiseta blanca con una franja roja que cruza diagonalmente de izquierda a derecha, pantalones negro y medias blancas.
En 1933 la camiseta de Always Ready estaba conformada por una camiseta roja, con una franja vertical blanca y otra azul, pantalón blanco y medias grises. En 1950 se adopta el color blanco con una banda roja en el pecho de izquierda a derecha, pantalón azul eléctrico y medias grises. En los años 80 sufre su segunda modificación, el pantalón adopta el color negro y las medias el color blanco. Desde entonces Always ha manteniendo estos colores.
|  | 1933 |  | 1950 | Actual |

## Instalaciones

### Estadio

Vista aérea del Estadio Municipal de El Alto

El club no cuenta con estadio propio, por lo que sus partidos de local los juega en el Estadio Municipal de El Alto, conocido como Municipal de Villa Ingenio, ubicado en el barrio del mismo nombre en el sector norte de El Alto y que cuenta con una capacidad de veinticinco mil espectadores. El estadio es de propiedad del Gobierno Municipal de El Alto y fue inaugurado el 16 de julio de 2017.
Ubicado a una altitud de 4090 m s. n. m. es el estadio a mayor altitud del país, superando a los estadios Hernando Siles de La Paz, Jesús Bermúdez de Oruro, y al Víctor Agustín Ugarte de Potosí.
Anteriormente Always Ready disputaba sus partidos de local en el Estadio Hernando Siles, el más amplio del país. Inaugurado en 1931 y con un aforo para 45 143 espectadores.

### Centro de Alto Rendimiento (CAR)
El centro de alto rendimiento se encuentra en Huarina.

## Datos del club
- Puesto en la clasificación histórica: 19.º
- Temporadas en primera división: 22 (1954, 1958-1960, 1967-1968, 1977-1981, 1987-1991, 2019-presente).
- Mejor puesto en primera división: 1.º (Apertura 2020).
- Mayor goleada a favor
  - En torneos nacionales:
    - 8-0 contra Blooming (7 de diciembre de 2020).
    - 7-0 contra Universitario de Vinto (27 de abril de 2025).

  - En torneos internacionales:
    - 6-1 contra  Sporting Cristal (20 de febrero de 2024 por la Copa Libertadores 2024).
- Mayor goleada en contra
  - En torneos nacionales:
    - 0-8 contra Destroyers (28 de mayo de 1989)
    - 1-7 contra The Strongest (10 de agosto de 1980)

  - En torneos internacionales:
    - 2-7 contra  Deportivo Táchira (19 de mayo de 2021 por la Copa Libertadores 2021)
    - 0-6 contra  Universitario (27 de febrero de 1968 por la Copa Libertadores 1968)
- Primer partido en LFPB: 2-2 contra Bolívar (22 de septiembre de 1977)
- Primer partido en torneos internacionales: 0-3 contra Universitario (24 de enero de 1968 por la Copa Libertadores 1968).
- Jugador con más partidos disputados: Juan Américo Díaz (145 partidos oficiales).
- Jugador con más goles: Juan Américo Díaz (45 goles en competiciones oficiales).
- Participaciones internacionales: (7)
  - Copa Libertadores de América (5): 1968, 2021, 2022, 2023, 2024.
  - Copa Sudamericana (2): 2020, 2024.

### Always Ready en competiciones internacionales
| Año  | Competición            | Ronda                        | Rival                     | Local | Visita | Global    |
| ---- | ---------------------- | ---------------------------- | ------------------------- | ----- | ------ | --------- |
| 1968 | Copa Libertadores 1968 | Fase de grupos               | Jorge Wilstermann         | 0-1   | 3-0    | 4.º lugar |
| 1968 | Copa Libertadores 1968 | Fase de grupos               | Sporting Cristal          | 1-4   | 1-1    | 4.º lugar |
| 1968 | Copa Libertadores 1968 | Fase de grupos               | Universitario             | 0-3   | 6-0    | 4.º lugar |
| 2020 | Copa Sudamericana 2020 | Primera fase                 | Millonarios               | 1-0   | 2-0    | 1-2       |
| 2021 | Copa Libertadores 2021 | Fase de grupos               | Internacional             | 2-0   | 0-0    | 4.º lugar |
| 2021 | Copa Libertadores 2021 | Fase de grupos               | Olimpia                   | 1-2   | 2-1    | 4.º lugar |
| 2021 | Copa Libertadores 2021 | Fase de grupos               | Deportivo Táchira         | 2-0   | 7-2    | 4.º lugar |
| 2022 | Copa Libertadores 2022 | Fase de grupos               | Boca Juniors              | 0-1   | 2-0    | 4.º lugar |
| 2022 | Copa Libertadores 2022 | Fase de grupos               | Corinthians               | 2-0   | 1-1    | 4.º lugar |
| 2022 | Copa Libertadores 2022 | Fase de grupos               | Deportivo Cali            | 2-2   | 3-0    | 4.º lugar |
| 2023 | Copa Libertadores 2023 | Fase preliminar              | Magallanes                | 1-3   | 3-0    | 1-6       |
| 2024 | Copa Libertadores 2024 | Fase 2                       | Sporting Cristal          | 6-1   | 3-1    | 7-4       |
| 2024 | Copa Libertadores 2024 | Fase 3                       | Nacional                  | 1-0   | 2-1    | 2-2       |
| 2024 | Copa Sudamericana 2024 | Fase de grupos               | Defensa y Justicia        | 3-0   | 1-1    | 2.º lugar |
| 2024 | Copa Sudamericana 2024 | Fase de grupos               | Independiente Medellín    | 2-0   | 4-0    | 2.º lugar |
| 2024 | Copa Sudamericana 2024 | Fase de grupos               | Universidad César Vallejo | 2-0   | 2-2    | 2.º lugar |
| 2024 | Copa Sudamericana 2024 | Play-off de octavos de final | Liga de Quito             | 3-1   | 3-0    | 3-4       |

### Participación en campeonatos regionales (1914-presente)
| \| Competencia \| Detalle \| \| Competencia \| AFLP \| \| -------------- \| ------- \| \| Primera B 1939 \| Campeón \| \| 1940 \| 8.º \| \| 1941 \| 5.º \| \| 1942 \| 4.º \| \| 1943 \| 9.º \| \| 1944 \| 6.º \| \| 1945 \| 6.º \| \| 1946 \| 6.º \| \| 1947 \| 4.º \| \| 1948 \| 7.º \| \| 1949 \| 7.º \| \| 1950 \| 7.º \| \| 1951 \| Campeón \| \| 1952 \| 2.º \| \| 1953 \| 2.º \| \| 1954 \| 9.º \| \| Primera B 1955 \| ¿? \| \| Primera B 1956 \| Campeón \| \| 1957 \| Campeón \| \| 1958 \| 7.º \| \| 1959 \| 2.º \| \| 1960 \| 4.º \| \| 1961 \| 6.º \| \| 1962 \| 6.º \| \| 1963 \| 2.º \| \| 1964 \| 6.º \| \| 1965 \| 5.º \| \| 1966 \| 4.º \| \| 1967 \| 2.º \| \| 1968 \| Campeón \| \| 1969 \| 6.º \| \| 1970 \| 8.º \| \| 1971 \| ¿? \| \| 1972 \| 9.º \| \| 1973 \| ¿? \| \| 1974 \| 9.º \| \| 1975 \| 6.º \| \| 1976 \| 9.º \| \| 1986 \| Campeón \| \| 1993 \| Campeón \| \| 1994 \| 2.º \| \| 2016 \| 2.º \| \| 2017 \| 2.º \| \| 2018 \| Campeón \| |         |
| Competencia | Detalle |
| Competencia | AFLP    |
| Primera B 1939 | Campeón |
| 1940 | 8.º     |
| 1941 | 5.º     |
| 1942 | 4.º     |
| 1943 | 9.º     |
| 1944 | 6.º     |
| 1945 | 6.º     |
| 1946 | 6.º     |
| 1947 | 4.º     |
| 1948 | 7.º     |
| 1949 | 7.º     |
| 1950 | 7.º     |
| 1951 | Campeón |
| 1952 | 2.º     |
| 1953 | 2.º     |
| 1954 | 9.º     |
| Primera B 1955 | ¿?      |
| Primera B 1956 | Campeón |
| 1957 | Campeón |
| 1958 | 7.º     |
| 1959 | 2.º     |
| 1960 | 4.º     |
| 1961 | 6.º     |
| 1962 | 6.º     |
| 1963 | 2.º     |
| 1964 | 6.º     |
| 1965 | 5.º     |
| 1966 | 4.º     |
| 1967 | 2.º     |
| 1968 | Campeón |
| 1969 | 6.º     |
| 1970 | 8.º     |
| 1971 | ¿?      |
| 1972 | 9.º     |
| 1973 | ¿?      |
| 1974 | 9.º     |
| 1975 | 6.º     |
| 1976 | 9.º     |
| 1986 | Campeón |
| 1993 | Campeón |
| 1994 | 2.º     |
| 2016 | 2.º     |
| 2017 | 2.º     |
| 2018 | Campeón |

     Campeón.
     Subcampeón.
     Tercer Lugar.
     Ascenso.
     Descenso.

### Participación en campeonatos nacionales (1954-presente)
| \| Competencia \| Detalle \| \| Competencia \| Campeonato Nacional \| \| ----------------------- \| ------------------- \| \| 1960 \| 4.º grupo B \| \| 1967 \| 2.° \| \| 1968 \| 5.º \| \| 1977 \| Segunda fase \| \| 1978 \| 4.º \| \| 1979 \| 8.º \| \| 1980 \| 12.º \| \| 1981 \| 14.º \| \| 1987 \| Segunda fase \| \| 1988 \| Primera fase \| \| 1989 \| 6.º grupo B \| \| 1990 \| 4.º grupo B \| \| 1991 \| 14.º \| \| Copa Simón Bolívar 1994 \| 2.º \| \| Copa Simón Bolívar 2016 \| Segunda fase \| \| Copa Simón Bolívar 2017 \| Fase de grupos \| \| Copa Simón Bolívar 2018 \| Campeón \| \| Apertura 2019 \| 9.º \| \| Clausura 2019 \| 5.º \| \| Apertura 2020 \| Campeón \| \| 2021 \| 2.º \| |                     |
| Competencia | Detalle             |
| Competencia | Campeonato Nacional |
| 1960 | 4.º grupo B         |
| 1967 | 2.°                 |
| 1968 | 5.º                 |
| 1977 | Segunda fase        |
| 1978 | 4.º                 |
| 1979 | 8.º                 |
| 1980 | 12.º                |
| 1981 | 14.º                |
| 1987 | Segunda fase        |
| 1988 | Primera fase        |
| 1989 | 6.º grupo B         |
| 1990 | 4.º grupo B         |
| 1991 | 14.º                |
| Copa Simón Bolívar 1994 | 2.º                 |
| Copa Simón Bolívar 2016 | Segunda fase        |
| Copa Simón Bolívar 2017 | Fase de grupos      |
| Copa Simón Bolívar 2018 | Campeón             |
| Apertura 2019 | 9.º                 |
| Clausura 2019 | 5.º                 |
| Apertura 2020 | Campeón             |
| 2021 | 2.º                 |

     Campeón.
     Subcampeón.
     Tercer Lugar.
     Ascenso.
     Descenso.

## Jugadores

### Plantilla 2025
- Los equipos bolivianos están limitados por la FBF a tener en su plantel un máximo de seis futbolistas extranjeros de los cuales cuatro pueden actuar de manera simultánea.
- Por disposición de la FBF, se debe considerar la participación obligatoria de un futbolista de la categoría sub-20 y otro de la categoría sub-23 por partido.

### Altas y bajas 2025
| Altas              |               |                 |                 |      |
| Futbolista         | Posición      | Procedencia     | Tipo            | Ref. |
| Segundo Semestre   |               |                 |                 |      |
| Héctor Bobadilla   | Delantero     | Cerro Porteño   | Préstamo        |      |
| Patricio Pernicone | Defensa       | Vélez Sarsfield | Préstamo        |      |
| Kevin Romay        | Mediocampista | ABB             | Libre           |      |
| Enrique Triverio   | Delantero     | The Strongest   | Libre           |      |
| Emanuel Paniagua   | Delantero     | ABB             | Fin de préstamo |      |
| Marco Salazar      | Mediocampista | ABB             | Fin de préstamo |      |

| Bajas              |               |                                   |                       |      |
| Futbolista         | Posición      | Destino                           | Tipo                  | Ref. |
| Segundo Semestre   |               |                                   |                       |      |
| Gustavo Canto      | Defensa       | TBA                               | Rescisión de contrato |      |
| Brian Sobrero      | Mediocampista | FC CSKA 1948 Sofia                | Fin de contrato       |      |
| Diego Medina       | Defensa       | FC CSKA 1948 Sofia                | Fin de contrato       |      |
| Almanaque González | Delantero     | Shijiazhuang Gongfu Football Club | Préstamo              |      |
| John Jairo Velasco | Defensa       | Guabirá                           | Fin de contrato       |      |
| Enrique Taborga    | Defensa       | ABB                               | Préstamo              |      |
| Renan Terrazas     | Mediocampista | ABB                               | Préstamo              |      |
| Jairo Rojas        | Delantero     | ABB                               | Préstamo              |      |
| Gonzalo Mendoza    | Delantero     | F. C. Universitario               | Libre                 |      |
| Percy Loza         | Mediocampista | ABB                               | Préstamo              |      |
| Axel Salazar       | Delantero     | ABB                               | Préstamo              |      |

### Extranjeros en el club
| Nacionalidad         | Jugadores | Jugadores |
| -------------------- | --------- | --- |
| América              |           | |
| Argentina            | 18        | Juan Pinnola, Juan Heredia, Roberto Cainzo, Eduardo Arrigó, Ricardo Muzio, Juan Staukas, Mario di Meglio, Juan Américo Díaz, Rubén Almagro, Ricardo Fontana, Alejandro Bejarano, Marcos Barrera, Javier Sanguinetti, Marcos Ovejero, Gustavo Britos, Marcos Riquelme, Gonzalo Añazgo |
| Brasil               | 7         | Paulo Moreira, Uellington Martins, Regis de Souza, Rafael Silva, Franklin Mascote, Wesley da Silva, Vander Vieira |
| Chile                | 3         | José Ayala, Francisco Pedraza, Raúl Olivares |
| Colombia             | 15        | Juan José Mezú, Diego Echeverri, John Jairo Mosquera, Mauricio Cortés, Dúvier Riascos, Elkin Blanco, Gustavo Torres, Carlos Mosquera, Alex Rambal, Leyvin Balanta, William Parra, Ayron del Valle, Carlos Lucumí, Larry Angulo, Cristian Cañozales                                   |
| Ecuador              | 3         | Jonathan Borja, Luis Caicedo, José Carabalí |
| Haití                | 1         | Jayro Jean |
| Nicaragua            | 1         | Luis Copete |
| Panamá               | 3         | Harold Cummings, Jair Catuy, Orlando Mosquera |
| Paraguay             | 6         | Juan Ayala, Luis Esteban Galarza, Nelson Cabrera, Arnaldo Giménez, Gustavo Cristaldo, David Robles |
| República Dominicana | 2         | Edarlyn Reyes, Dorny Romero |
| Uruguay              | 1         | William Ferreira |
| Venezuela            | 4         | Robert Hernández, Luis Martínez, José Alí Meza, Alain Baroja |
| África               |           | |
| Camerún              | 1         | Marc Enoumba |
| Costa de Marfil      | 1         | Wilfried Bony |
| Gabón                | 1         | Karl Mboudou |
| Nigeria              | 1         | Sunny Omoregie |
| Europa               |           | |
| España               | 1         | Rubén de la Cuesta |

## Entrenadores

### Cronología
- Julio Borelli (1951)
- Julio Borelli (1957)
- Norberto Fernández (1968)
- Wilfredo Camacho (1978)
- Ronald Pitot (1979)
- Óscar Solís (1981)
- Raúl Pino (1989)
- Ovidio Messa (1991)
- Juan Américo Díaz (2002)
- Luis Montellanos (2015)
- Franz Ponce Mollinedo (2015-2016)
- Pablo Godoy (2016)
- Mario Rolando Ortega (2016)
- Claudio Chacior (2017-2018)
- David de la Torre (2018-2019)
- Julio César Baldivieso (2019)
- Sebastián Núñez (2019)
- Pablo Godoy (2019)
- Eduardo Villegas (2020)
- Omar Asad (2020)
- Sebastián Núñez (2021)
- Omar Asad (2021)
- Pablo Godoy (2021)
- Sebastián Abreu (2022)
- Eduardo Villegas (2022)
- Óscar Villegas (2022) interino
- Julio César Baldivieso (2022)
- Óscar Villegas (2022) interino
- Pablo Godoy (2023)
- Claudio Biaggio (marzo de 2023-mayo de 2023)
- Óscar Villegas (mayo de 2023-agosto de 2023)
- Rodrigo Venegas (agosto de 2023-octubre de 2023)
- Óscar Villegas (octubre de 2023-marzo de 2024)
- Flabio Torres (marzo de 2024-septiembre de 2024)
- Facundo Biondi (septiembre de 2024-noviembre de 2024)
- Jaime Jemio (noviembre de 2024-enero de 2025)
- Eduardo Villegas (enero de 2025-marzo de 2025)
- Julio César Baldivieso (marzo de 2025-)

## Palmarés
En el total de sus secciones, el club ha obtenido 9 campeonatos (3 en fútbol, 3 en fútbol femenino y 3 en futsal femenino) y 5 subcampeonatos nacionales, y un subcampeonato internacional (en futsal femenino).

### Torneos nacionales
| Competición                 | Títulos                   | Subcampeonatos               |
| --------------------------- | ------------------------- | ---------------------------- |
| Primera división (3/5)      | 1951, 1957, Apertura 2020 | 1952, 1953, 1959, 1967, 2021 |
| Campeonato de Ascenso (1/1) | 2018                      | 1994                         |

### Torneos regionales
| Competición                       | Títulos                                  | Subcampeonatos                                       |
| --------------------------------- | ---------------------------------------- | ---------------------------------------------------- |
| Campeonato Paceño (7)             | 1951, 1957, 1959, 1968, 1986, 1993, 2018 | 1952, 1953, 1963, 1967, 1975, 1994, 2015-16, 2016-17 |
| Campeonato de 2.ª Categoría (2)   | 1939, 1956.                              |                                                      |
| Campeonato de 3.ª Categoría (1/1) | 1938.                                    | 2023*.                                               |
| Campeonato de 4.ª Categoría (1)   | 2022*.                                   |                                                      |

*Logros obtenidos por equipos de reserva de la institución.

## Otras secciones

### Always Ready (femenino)
El primer equipo juega en la primera división del futbol paceño. En septiembre de 2022 se titularon campeonas nacionales.

### Futsal femenino
El 29 de octubre de 2021, el equipo femenino ganó su primer título nacional.

### Sección de baloncesto masculino
Fue una de las secciones más importantes del club, se destacó en las décadas de 1940 y 1950 con la obtención de varios títulos a nivel local.

## Afición

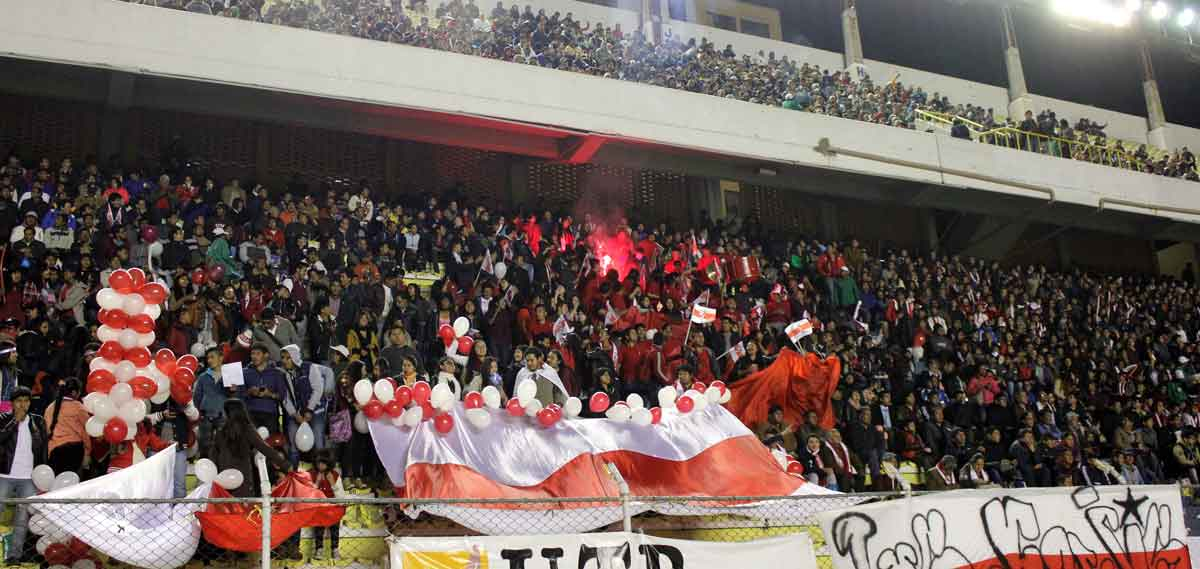
Seguidores de Always Ready

Luego de haber sido protagonista de la Asociación de Fútbol de La Paz en los años cincuenta, Always se convirtió en uno de los equipos más populares en La Paz. Pero, debido a los constantes descensos y sobre todo que durante 27 años (entre 1992 y 2018) permaneció en la segunda división de La Paz, el equipo registro una decadencia importante. Esto evidentemente afectó en gran manera a la afición del CAR, que durante más de veintisiete años no registró hinchas nuevos.
La barra de Always Ready fue fundada recién en 2016 con el nombre de La Mafia Roja.

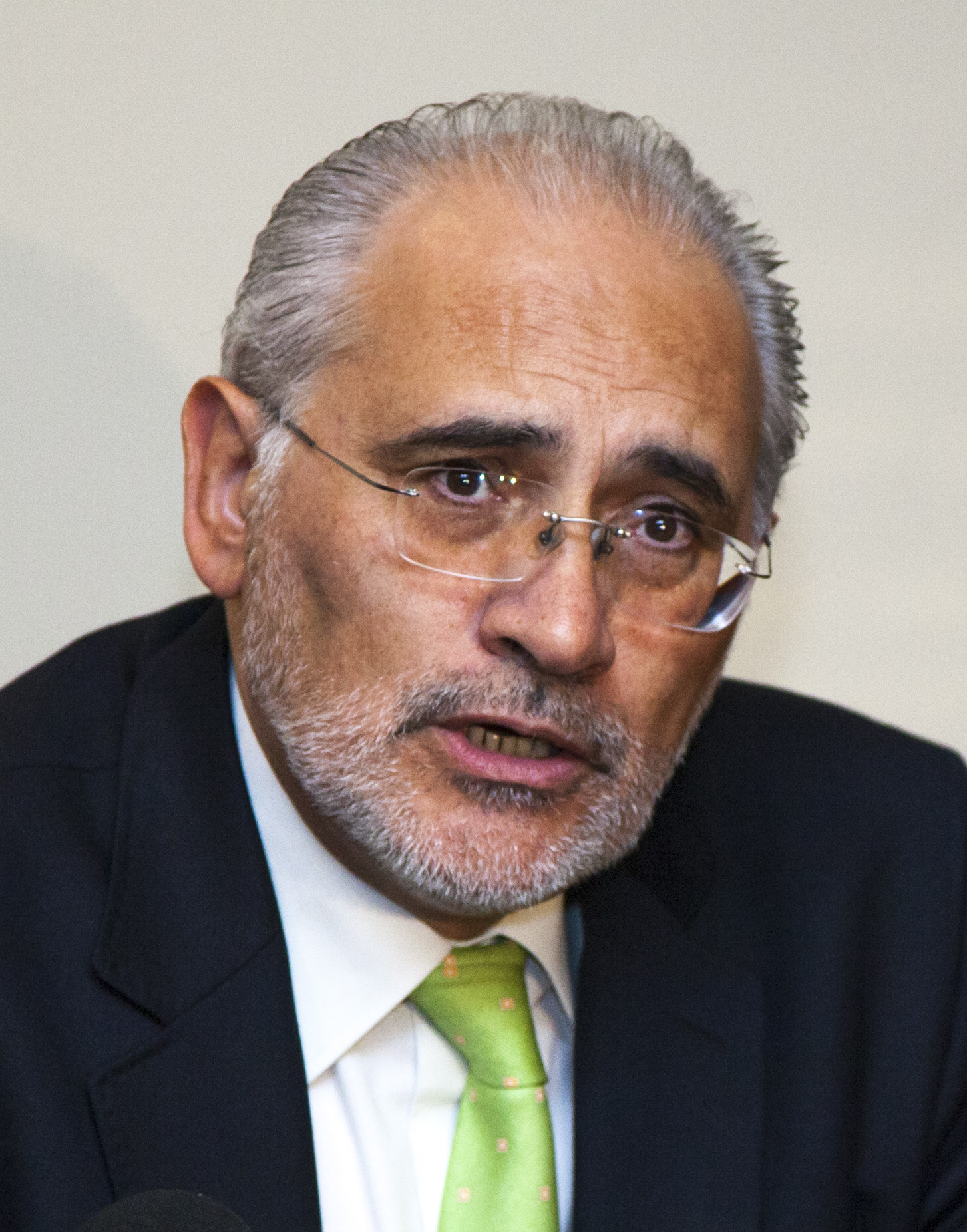
Carlos Mesa, expresidente, hincha del club

Carlos Mesa, político, periodista, documentalista y escritor boliviano, fue el sexagésimo tercer presidente de Bolivia. Es uno de los hinchas del club, llegó a ser vicepresidente del mismo en 1982.